# Gymnasium Alexandrinum de Marioupol
Le  Gymnasium Alexandrinum de Marioupol , en ukrainien Олександрівська чоловіча гімназія (Маріуполь)[modifier , en russe Мариупольская Александровская мужская гимназия, est une école d'Ukraine situé à Marioupol.

## Activités
Anciens élèves : 
- Gueorgui Ivanovitch Tchelpanov, 1862-1936, philosophe.
- Andreï Fedorov, 1888-1937, chef du NKVD de Léningrad.
- Victor Arnutoff, 1896-1979, peintre.

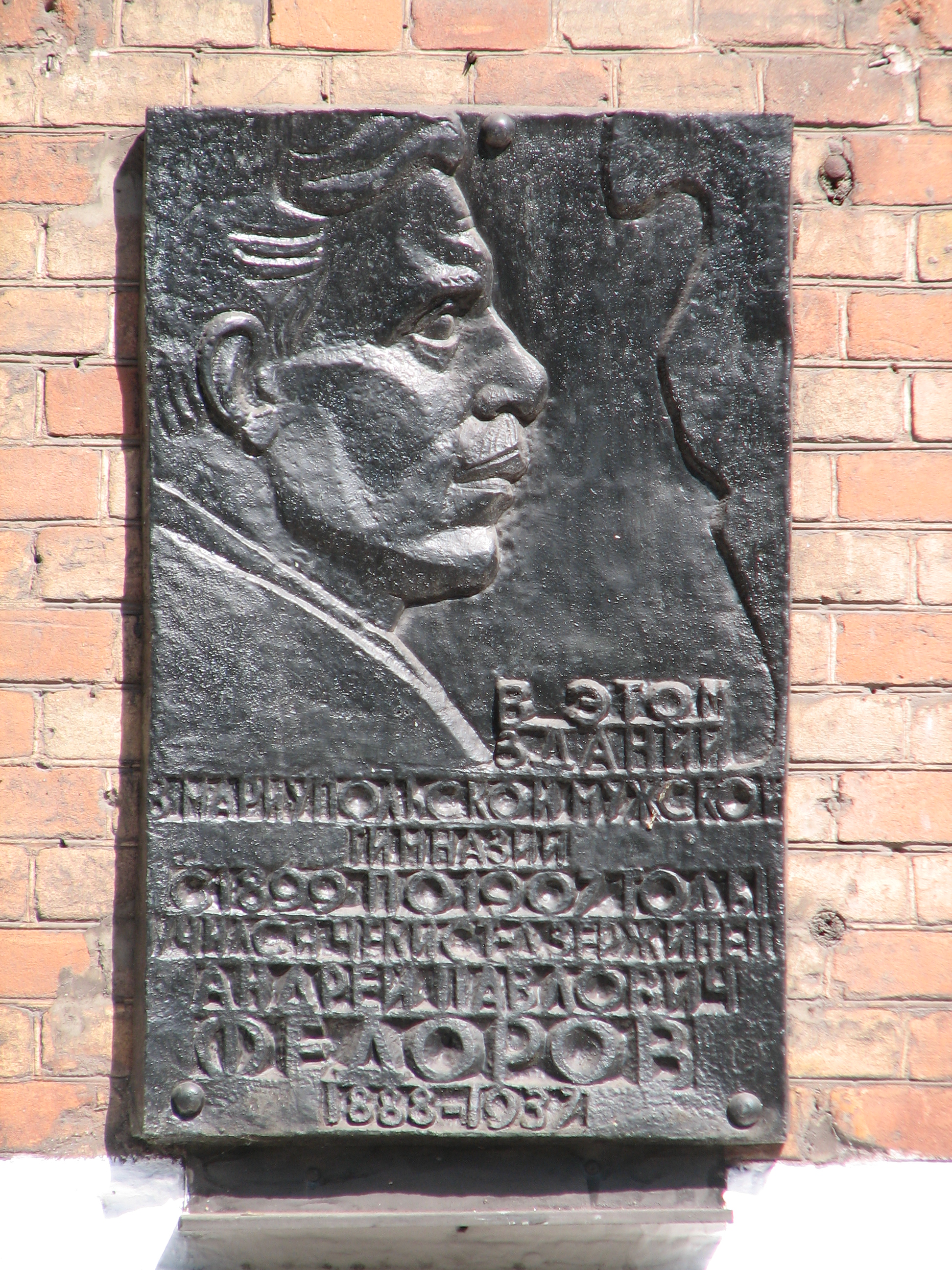
Plaque commémorative à Andreï Fedorov.

## Histoire

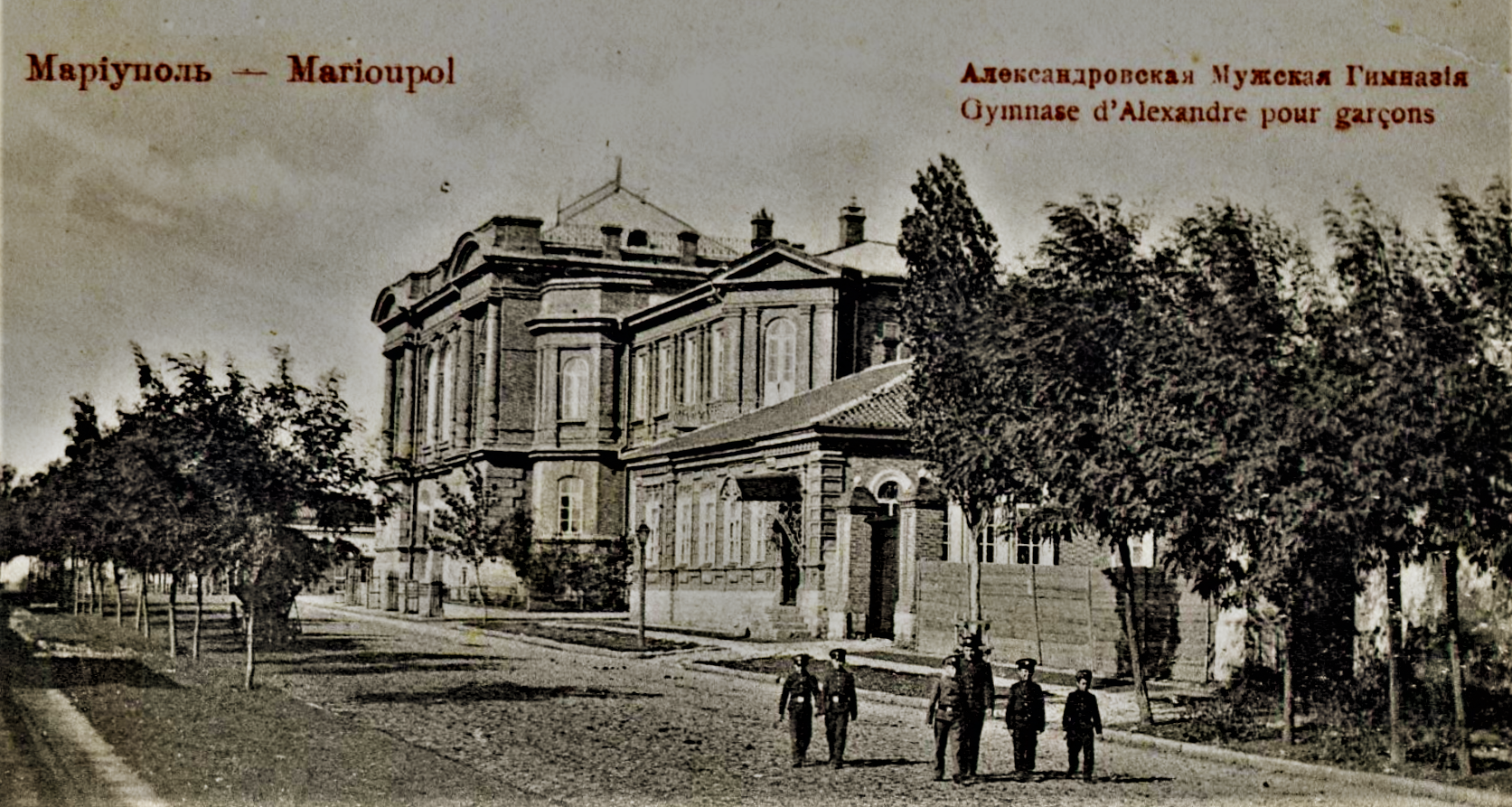
Le bâtiment sur un CP d'avant 1916.

Le collège de garçons porte le nom du tsar Alexandre qui, en 1871 fondait une bourse de 300 roubles pour un étudiant de la ville, en 1875 deux lycées furent fondés, un pour garçon, celui dont il est question, et un pour filles.
Le 27 janvier 1875, Alexandre signait le décret qui fondait le gymnasium, donnait un fonds de 12 600 roubles annuellement pour l'entretien de l’établissement et la ville abondait de 12 000 roubles de plus. Le 21 avril 1875, Alexandre signait le décret qui fondait le collège de filles.
En 1895, Mikolaï Tolwinsky dessinait les plans pour un nouvel établissement, il ouvrait en octobre 1899. En 1919, le bâtiment accueillait l'école du parti communiste et une faculté ouvrière. Endommagé lors de la Seconde Guerre mondiale, il fut rénové en 1950, accueillait le centre technique industriel. Centre qui devint l'université technique d'État de l'Azov qui utilise toujours ces locaux.